# I Love You, Beth Cooper
I Love You, Beth Cooper (Titulada: La noche de su vida en Argentina y España, Te Amo, Beth Cooper en México y Locuras de un nerd Enamorado en Hispanoamérica) es una película canadiense-estadounidense de comedia dirigida por Chris Columbus. Basada en la novela homónima de Larry Doyle, un ex guionista de Los Simpson, está protagonizada por Hayden Panettiere, Paul Rust y Jack Carpenter. Fue estrenada el 10 de julio de 2009.

## Sinopsis

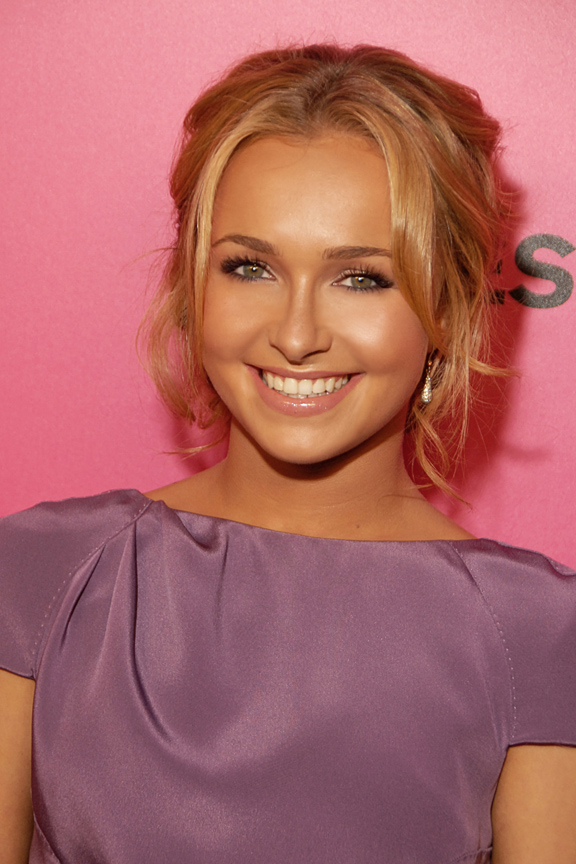
Hayden Panettiere interpreta a Beth Cooper, la chica de la cual Denis está enamorado

El día de graduación en la Buffalo Glenn High School de Tacoma, Washington, Denis Cooverman (Paul Rust) confiesa su amor en público por la animadora del equipo de básquetbol de la escuela, Beth Cooper (Hayden Panettiere). Además, se burla de una chica, Valli Wooley (Marie Avgeropoulos), que tiene desorden alimenticio; de un matón ignorante, Kevin (Shawn Roberts), que es el novio de Beth; e indirectamente de mejor amigo, Rich Munsch (Jack Carpenter), a quien incita a admitir que es gay. Posteriormente, Denis invita a Beth y a las amigas de esta, Cammy (Lauren London) y Treece (Lauren Storm), a una reunión que ha planeado en su casa.
En la casa de Denis, su padre (Alan Ruck) le revela a su hijo que en su cuarto tiene preservativos. Luego de esto se retira junto con su esposa. Beth, Cammy y Treece llegan a la casa de Denis para la reunión. Kevin viene con sus compañeros del Ejército jurando vengarse de Denis. Tratan de vencer a Denis, pero todo termina con los personajes principales escapando de este en el Toyota Yaris de Beth.
Conducen a una estación de servicio con la esperanza de conseguir cerveza, pero el empleado de la tienda (Samm Levine) les dice que no pueden comprar, ya que no acepta la licencia de conducir que Beth le dio donde dice que tiene 37 años. De todas formas, Beth soborna al empleado con un beso. A continuación, inician una fogata en un bosque aislado de la ciudad donde Cammy, Rich y Treece son perseguidos por una estampida de vacas después de intentar empujar a una de ellas. Denis pone la canción «Beth», de Kiss, y ella le dice que su nombre se debe a esa canción.
Luego de subirse todos al auto, chocan con el auto del padre Denis y su madre (Cynthia Stevenson), que estaban teniendo relaciones sexuales. En lugar de enfrentar a los padres de Denis, Beth decide conducir a la fiesta privada en casa de Valli Wooley, donde nuevamente se topa con Kevin. Este reta a Dennis a una pelea, pero Beth estrella la Hummer H2 de Kevin en una pared de la casa para rescatar a Denis. Se llevan el Hummer H2 a la escuela vacía Buffalo Glenn, ya que Beth, como animadora, tenía la llave de la institución. Después de la exhibición de su rutina de porristas, Beth, Treece y Cammy van al vestuario a ducharse. Kevin y sus amigos aparecen nuevamente y atacan a Denis, que estaba desnudándose para unirse a los demás. Rich desafía a Kevin y sus amigos a un duelo de toallas mojadas, ya que ha estado entrenando durante años después de ser golpeado por sus compañeros con una toalla a una edad temprana. Todos escapan a la cabaña del padre Treece en el Yaris de Beth, donde Rich, Treece y Cammy forman un trío y Beth y Denis comparten un beso, observando el amanecer sobre el lago.
En cuanto amanece se dirigen a la casa de Denis, donde sus padres lo castigan por haberla dejado hecha un desastre. Beth se despide de Denis, lo besa y le agradece por amarla. Denis promete que va a verla en su reunión de excompañeros de secundaria y que si ambos siguen solteros van a casarse. Después de que Beth deja con Cammy y Treece, Rich le confiesa a Denis que cree ser homosexual o bisexual. Denis le dice a Rich que él esperaría hasta la reunión para hablar con Beth de nuevo. Él le dice a Rich que le va a enviar un mensaje a Beth por medio de Facebook para invitarla a salir. Rich no está de acuerdo con él y le dice que debe hacer un gran gesto e ir a su casa con un equipo de sonido y esperar por ella. Finalmente, empiezan a debatir sobre cómo Denis debe ir para invitar a Beth a una cita.

## Reparto

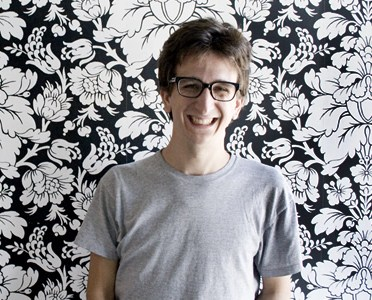
Paul Rust interpretó a Denis Cooverman.

- Hayden Panettiere como Beth Cooper.
- Paul Rust como Denis Cooverman.
- Jack Carpenter como Rich Munsch.
- Lauren London como Cammy Alcott.
- Lauren Storm como Treece Kilmer.
- Shawn Roberts como Kevin Micheals.
- Brendan Penny como Sean Doyle.
- Jared Keeso como Dustin Klepacki.
- Marie Avgeropoulos como Valli Wooley.
- Josh Emerson como Greg Saloga.
- Alan Ruck como Señor Cooverman.
- Cynthia Stevenson como Señora Cooverman.
- Pat Finn como Entrenador Raupp.
- Andrea Savage como Doctora Gleason.
- Samm Levine como Empleado de la tienda.
- Maggie Ma como Raupp's Sophomore.

## Producción

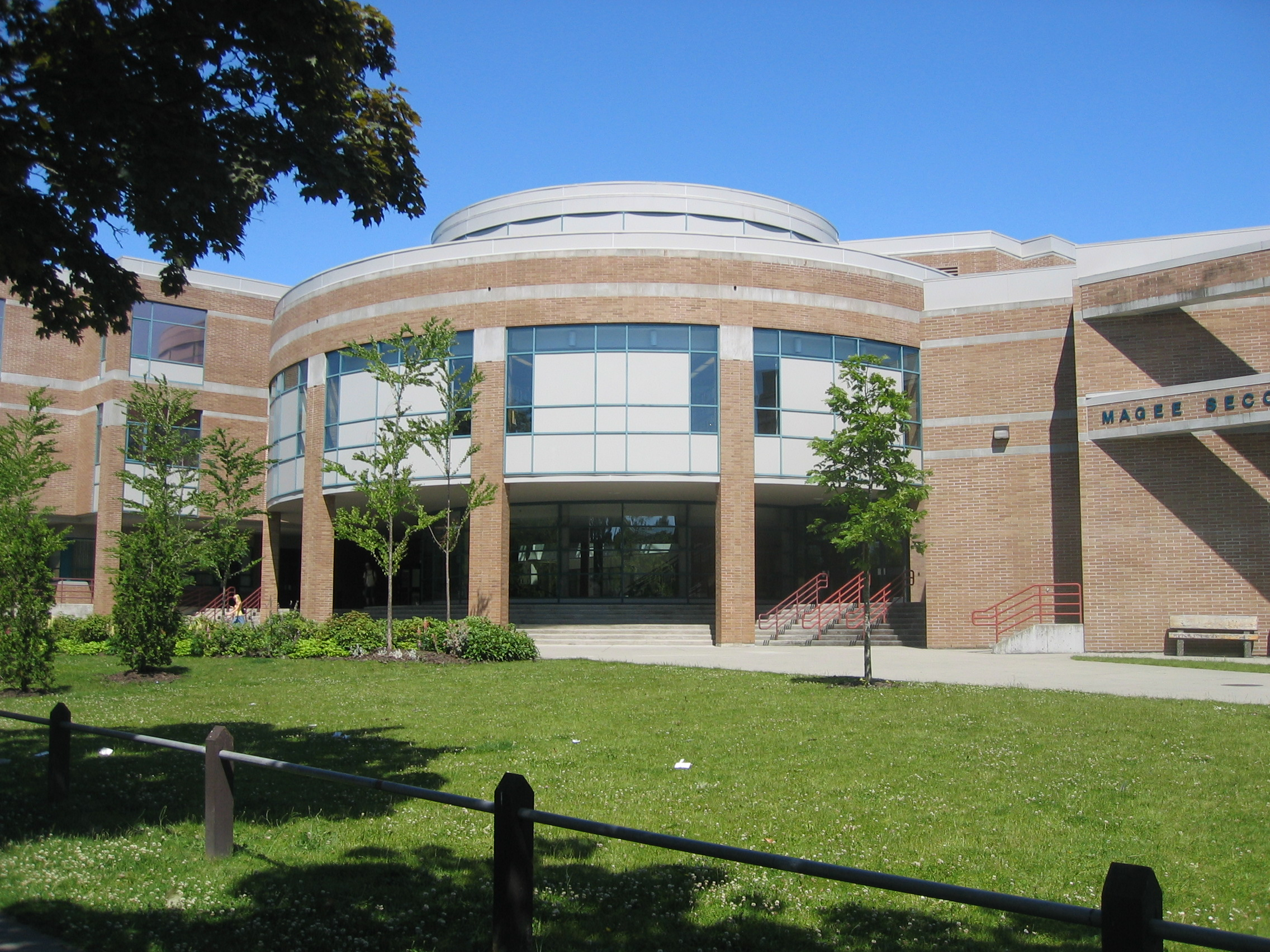
Magee Secondary School, donde se filmó parte de la película

A principios de 2008, los productores anunciaron que la novela I Love You, Beth Cooper iba a ser llevada al cine, con la actriz Hayden Panettiere en el papel principal. La filmación comenzó en 2008, con un lanzamiento programado para el 10 de julio de 2009. La película fue dirigida por Chris Columbus, con el guion escrito por Doyle, autor del libro.
El rodaje tuvo lugar en la Centennial Secondary School, la Magee Secondary School y en el St. Patrick's Regional Secondary School, todos ellos ubicados en la ciudad canadiense de Vancouver, Columbia Británica.

## Estreno
- Canadá: 10 de julio de 2009
- Italia: 10 de julio de 2009
- Estados Unidos: 10 de julio de 2009
- Malasia: 20 de agosto de 2009
- Irlanda: 21 de agosto de 2009
- Reino Unido: 21 de agosto de 2009
- Rumania: 28 de agosto de 2009
- Singapur: 3 de septiembre de 2009
- Filipinas: 9 de septiembre de 2009
- Nueva Zelanda: 10 de septiembre de 2009
- Bulgaria: 18 de septiembre de 2009
- España: 18 de septiembre de 2009
- Polonia: 2 de octubre de 2009
- Francia: 7 de octubre de 2009
- Alemania: 29 de octubre de 2009
- Hungría: 28 de enero de 2010 (DVD)
- Australia: 24 de marzo de 2010 (DVD)
- Japón: 2 de septiembre de 2010 (DVD)
- Argentina: 25 de julio de 2011 (DVD)
- México: 26 de julio de 2008 (DVD)